# Chiesa del Suffragio (Carrara)
La chiesa del Suffragio è un edificio di culto cattolico situato in via Plebiscito a Carrara, in provincia di Massa-Carrara. 

## Storia e descrizione
L'edificio fu eretto verso l'anno 1800 su progetto attribuito a Innocenzo Bergamini.
La facciata è semplice ma arricchita con un grande portale marmoreo in stile barocco, istoriato dallo scultore Carlo Finelli e sormontato da un bassorilievo che raffigura l'Intercessione per le anime purganti. La chiesa è a croce latina ed è sormontata da una cupola rivestita di scaglie di ardesia. 
L'interno è in stile barocco e ricco di marmi di svariati colori che creano un effetto scenografico. L'altare maggiore è in marmi policromi e si trova tra due teschi alati. La pala d'altare dipinta a olio, opera anonima ma di notevole valore, raffigura la Madonna del Suffragio. Chiusa e inutilizzata per gran parte della seconda metà del Novecento, è stata restaurata e aperta alla fine degli anni novanta. L'edificio è stato affidato alla Chiesa ortodossa rumena.